# Saint-Germain-le-Vasson
Saint-Germain-le-Vasson és un municipi francès situat al departament de Calvados i a la regió de Normandia. L'any 2007 tenia 901 habitants.

## Demografia

### Població
El 2007 la població de fet de Saint-Germain-le-Vasson era de 901 persones. Hi havia 317 famílies de les quals 58 eren unipersonals (31 homes vivint sols i 27 dones vivint soles), 89 parelles sense fills, 151 parelles amb fills i 19 famílies monoparentals amb fills.
La població ha evolucionat segons el següent gràfic:
Habitants censats

### Habitatges
El 2007 hi havia 339 habitatges, 324 eren l'habitatge principal de la família, 5 eren segones residències i 10 estaven desocupats. 325 eren cases i 5 eren apartaments. Dels 324 habitatges principals, 240 estaven ocupats pels seus propietaris, 74 estaven llogats i ocupats pels llogaters i 10 estaven cedits a títol gratuït; 6 tenien una cambra, 17 en tenien dues, 59 en tenien tres, 99 en tenien quatre i 143 en tenien cinc o més. 228 habitatges disposaven pel capbaix d'una plaça de pàrquing. A 134 habitatges hi havia un automòbil i a 161 n'hi havia dos o més.

### Piràmide de població
La piràmide de població per edats i sexe el 2009 era:
| Homes | Edats   | Dones |
| ----- | ------- | ----- |
| 0     | 95 o +  | 0     |
| 0     | 90 a 94 | 0     |
| 4     | 85 a 89 | 8     |
| 0     | 80 a 84 | 4     |
| 12    | 75 a 79 | 12    |
| 12    | 70 a 74 | 20    |
| 20    | 65 a 69 | 20    |
| 20    | 60 a 64 | 8     |
| 16    | 55 a 59 | 16    |
| 28    | 50 a 54 | 44    |
| 40    | 45 a 49 | 24    |
| 40    | 40 a 44 | 36    |
| 20    | 35 a 39 | 48    |
| 44    | 30 a 34 | 28    |
| 40    | 25 a 29 | 24    |
| 36    | 20 a 24 | 12    |
| 44    | 15 a 19 | 24    |
| 56    | 10 a 14 | 20    |
| 20    | 5 a 9   | 36    |
| 28    | 0 a 4   | 36    |

## Economia
El 2007 la població en edat de treballar era de 584 persones, 422 eren actives i 162 eren inactives. De les 422 persones actives 369 estaven ocupades (202 homes i 167 dones) i 53 estaven aturades (23 homes i 30 dones). De les 162 persones inactives 45 estaven jubilades, 57 estaven estudiant i 60 estaven classificades com a «altres inactius».

### Ingressos
El 2009 a Saint-Germain-le-Vasson hi havia 351 unitats fiscals que integraven 942,5 persones, la mediana anual d'ingressos fiscals per persona era de 16.103 €.

### Activitats econòmiques
Dels 25 establiments que hi havia el 2007, 1 era d'una empresa alimentària, 8 d'empreses de construcció, 5 d'empreses de comerç i reparació d'automòbils, 3 d'empreses de transport, 1 d'una empresa d'hostatgeria i restauració, 3 d'empreses de serveis, 2 d'entitats de l'administració pública i 2 d'empreses classificades com a «altres activitats de serveis».
Dels 11 establiments de servei als particulars que hi havia el 2009, 1 era una oficina de correu, 1 paleta, 2 guixaires pintors, 1 fusteria, 2 lampisteries, 1 electricista, 2 perruqueries i 1 restaurant.
Dels 2 establiments comercials que hi havia el 2009, 1 era una botiga de més de 120 m² i 1 una botiga de menys de 120 m².
L'any 2000 a Saint-Germain-le-Vasson hi havia 12 explotacions agrícoles que ocupaven un total de 415 hectàrees.

## Equipaments sanitaris i escolars
El 2009 hi havia 1 escola maternal integrada dins d'un grup escolar amb les comunes properes formant una escola dispersa i 1 escola elemental integrada dins d'un grup escolar amb les comunes properes formant una escola dispersa.

## Poblacions més properes
El següent diagrama mostra les poblacions més properes.